# Mysmenopsis beebei
Mysmenopsis beebei là một loài nhện trong họ Mysmenidae.
Loài này thuộc chi Mysmenopsis. Mysmenopsis beebei được Willis J. Gertsch miêu tả năm 1960.